# أليكس بومان
أليكس بومان (بالإنجليزية: Alex Bowman) هو سائق سيارة سباق أمريكي، ولد في 25 أبريل 1993 في توسان في الولايات المتحدة.

## وصلات خارجية
- أليكس بومان على موقع Racing-Reference.info (الإنجليزية)
- أليكس بومان على موقع DriverDB.com (الإنجليزية)